# Pintura de silicato
La pintura al silicato es una pintura mineral que emplea como aglutinante el silicato potásico. El principio de la técnica de los silicatos se basa en la unión mineral insoluble de la pintura con el soporte mineral, a través de una reacción química conocido como silicificación o petrificación. La pintura al silicato fue inventada y patentada en 1878 por el investigador alemán Adolf Wilhelm Keim, inicialmente como pintura para murales artísticos en fachadas, en un clima frío y húmedo en el que la técnica del fresco de cal no perduraba. Todavía existen murales originales realizados en el siglo XIX, por ejemplo en Stein am Rhein (Suiza). 

## Características
A diferencia de las pinturas ligadas con resinas, las pinturas al silicato se adhieren al soporte mineral a través de una reacción química insoluble (llamada silicificación o petrificación), y no forma película superficial. La transpirabilidad - o permeabilidad al vapor de agua - de la pintura al silicato equivale a la del soporte sobre el que se aplica. Las superficies pintadas con pinturas de silicato se caracterizan por un pH alcalino que proporciona una protección natural contra la proliferación de microorganismos (algas, mohos, líquenes). 

## Tipos
Actualmente existen tres tipos de pinturas de silicato en el mercado: 
- Pintura al silicato de dos componentes (composición 100% mineral);
- Pintura al silicato monocomponente (según norma DIN 18363 puede contener como máximo un 5% de sustancias orgánicas); y
- Pintura al sol-silicato (también monocomponente, basada en la combinación estabilizada de dos aglutinantes minerales, silicato potásico y sol de sílice). A diferencia de las dos primeras, la pintura de sol-silicato puede ser aplicada no solamente en soportes minerales, sino también sobre pinturas orgánicas (basadas en resinas acrílicas).

- Datos: Q6076391